# Kenny Aird
Kenny Aird (Glasgow, Escocia; 13 de abril de 1947-22 de noviembre de 2024) fue un futbolista de Escocia que jugó en la posición de extremo.

## Equipos
| Periodo   | Club            | Apariciones | Goles |
| --------- | --------------- | ----------- | ----- |
| 1964-1965 | Celtic FC       | 0           | 0     |
| 1965-1967 | St Mirren FC    | 36          | 3     |
| 1967–1973 | St Johnstone FC | 161         | 32    |
| 1972–1977 | Hearts          | 87          | 9     |
| 1977      | Toronto Metros  | 7           | 0     |
| 1977–1978 | Arbroath FC     | 1           | 0     |

## Logros
- Copa de Escocia (1): 1964/65